# Adolf Manz
 (janvier 2023).
Si vous disposez d'ouvrages ou d'articles de référence ou si vous connaissez des sites web de qualité traitant du thème abordé ici, merci de compléter l'article en donnant les références utiles à sa vérifiabilité et en les liant à la section « Notes et références ».
Pour les articles homonymes, voir Manz.
Adolf Manz, né le 19 octobre 1885 à Meilen et mort le 23 avril 1949 à Zurich, est un acteur suisse.

## Biographie
Fils d'un juriste, il fait d'abord des études de droit à Zurich et Berlin et suit en même temps des cours de comédie. Il fait sa carrière au théâtre en Allemagne de 1909 à 1941.
Au cinéma, il joue dans huit films en suisse allemand. L'augmentation de propositions de rôles l'incite à revenir en Suisse en 1941.
Adolf Manz épouse Ellen Widmann en 1924.

## Filmographie
- 1939 : L'Inspecteur Studer
- 1940 : Les Lettres d'amour
- 1941 : Der letzte Postillon vom St. Gotthard
- 1942 : Gens qui passent
- 1942 : Steibruch
- 1942 : Der Schuss von der Kanzel
- 1943 : Wilder Urlaub
- 1947 : Meurtre à l'asile

## Source de la traduction
- (de) Cet article est partiellement ou en totalité issu de l’article de Wikipédia en allemand intitulé « Adolf Manz » (voir la liste des auteurs).